# Epeorus alpestris
Epeorus alpestris es una especie de efímera del género Epeorus, familia, Heptageniidae. Fue descrita por Braasch en 1979.

## Descripción
La descripción de la especie se basa en larvas recolectadas. Cuenta con placas branquiales anchas.

## Distribución y hábitat
Se distribuye por Rusia y Georgia. Las larvas habitan en pequeños arroyos y ríos. Se han encontrado ejemplares a altitudes superiores a los 1200 m s. n. m.